# Cruzeiro do Sul (Paraná)
Cruzeiro do Sul é um município brasileiro do estado do Paraná e sua população estimada em 2008 era de 4.595 habitantes. Sua economia é basicamente fundamentada na pecuária e na agricultura.
Possui uma área de 259,13 km² e está a uma altitude de 358 metros em relação ao nível do mar.

## História
O primeiro prefeito do município foi Jorge Cântele, seguido por Antônio Sarrão. O atual prefeito é Ademir Mulon.